# Ваверн (Саар)
Ваверн (нем. Wawern) — община в Германии, в земле Рейнланд-Пфальц.
Входит в состав района Трир-Саарбург. Подчиняется управлению Конц. Население составляет 591 человек (на 31 декабря 2010 года). Занимает площадь 5,27 км².